# Loạn Quách Bốc
Loạn Quách Bốc (chữ Hán: 郭卜之亂, Quách Bốc chi loạn) là cuộc binh biến cuối thời nhà Lý trong lịch sử Việt Nam, thúc đẩy thêm sự suy yếu của nhà Lý và mở ra việc nắm chính trường của họ Trần.

## Hoàn cảnh
Thời Lý Cao Tông, vua thích hưởng lạc xa xỉ, vơ vét của dân xây nhiều cung điện, bắt trăm họ xây dựng phục dịch nên trộm cướp nổi lên khắp nơi. Lòng dân oán hận, nhiều cuộc khởi nghĩa của nông dân và ly khai của các hào trưởng địa phương nổ ra.
Tháng 3 năm 1207, hào trưởng ở Hồng Châu (Hải Dương và Hải Phòng) là Đoàn Thượng, Đoàn Chủ nổi dậy, xưng vương hiệu. Lý Cao Tông phái rất nhiều quân đi đánh. Thấy thế lực quân triều đình quá mạnh, Đoàn Thượng liền ngầm sai người đem của cải đút lót cho tướng Phạm Du, nhờ Du xin hộ với triều đình. Phạm Du cố vì Thượng mà xin với Cao Tông tha cho.
Đầu năm 1209, Cao Tông sai Phạm Du coi việc quân ở châu Nghệ An. Phạm Du bèn chiêu tập những người vong mệnh nổi dậy chống triều đình. Lý Cao Tông liền sai Phạm Bỉnh Di lấy quân ở Đằng Châu (thị xã Hưng Yên) để đánh Phạm Du.
Sau nhiều trận giao tranh, tháng 2 năm 1209, Phạm Bỉnh Di đánh bại Phạm Du. Phạm Du thua trận bỏ trốn. Bỉnh Di tịch biên gia sản của Du rồi đốt hết. Sang tháng 4 năm 1209, Phạm Bỉnh Di đánh tan quân Đoàn Thượng.
Phạm Du ngầm sai người về kinh đút lót cho bọn quan lại trong triều, nói rằng Bỉnh Di tàn ác, giết hại người vô tội và kể lể tình oan, xin về kinh đợi tội. Cao Tông sai Trần Hinh triệu Phạm Du về kinh, lại triệu cả Bỉnh Di về triều. Phạm Du về kinh trước hầu Cao Tông, được vua tin cẩn; cha con Bỉnh Di cùng bộ tướng Quách Bốc mang quân về kinh sau.
Phạm Bỉnh Di cùng con là Phạm Phụ vào triều phụng mệnh, Quách Bốc ở ngoài thành. Cao Tông sai bắt cha con Bỉnh Di giam ở Thủy Viên.

## Diễn biến
Lý Cao Tông nghe lời gièm của Phạm Du, bắt cha con Phạm Bỉnh Di định giết.
Quách Bốc đóng quân ở ngoài thành nghe tin đó, bèn đem binh lính phá cửa Đại Thanh kéo vào nội điện để cứu chủ. Trong lúc quân Quách Bốc và quân triều đình đang giằng co ngoài cửa, Cao Tông thấy việc kíp quá, sai giải Bỉnh Di và Phụ vào chỗ bệ đá nghỉ mát trong điện Kim Tinh. Phạm Du cùng em là Phạm Kinh ở trong ngự đường đi ra, lấy luôn binh khí trong cung đâm chết cha con Bỉnh Di rồi cùng Cao Tông bỏ kinh thành Thăng Long chạy trốn.
Quách Bốc nghe tin cha con Bỉnh Di bị giết bèn sai quân sĩ đột nhập vào chỗ bệ đá trong điện Kim Tinh. Lúc đó vua Cao Tông và anh em Phạm Du đã chạy trốn. Quách Bốc sai quân lấy xe ngự chở xác Bỉnh Di, lấy chiếu ngự bọc xác của Phạm Phụ, theo cửa Việt Thành khiêng xuống bến Triều Đông an táng.
Quách Bốc liền vào cung Vạn Diên tôn người anh thứ của Thái tử Sảm là Lý Thầm lên làm vua. Một số đại thần trong đó có Thái sư Đàm Dĩ Mông (em của Hoàng hậu Đàm thị) quy phục Lý Thẩm và Quách Bốc.
Lý Cao Tông chạy về Tam Nông (Phú Thọ) nương nhờ nhà Hà Vạn, một thủ lĩnh miền thiểu số có thế lực. Thái tử Lý Sảm cùng mẹ là Nguyên phi Đàm thị và hai em gái chạy về Hải Ấp, Thái Bình đang dưới quyền cai quản của Trần Lý.
Lý Sảm chạy trốn đến ở nhà Trần Lý, lấy con gái Trần Lý là Trần Thị Dung làm vợ, lại phong cho Trần Lý tước Minh Tự, em vợ Lý là Tô Trung Từ (cậu Thị Dung) làm Điện tiền Chỉ huy sứ. Hai người chiêu tập quân đội dưới danh nghĩa giúp Thái tử Sảm để đánh Quách Bốc.
Trần Lý và Tô Trung Từ mang quân đánh về kinh thành đánh dẹp Quách Bốc. Sử sách ghi rất sơ lược về diễn biến này. Cuối năm 1209, loạn Quách Bốc bị dẹp, Trần Lý tử trận, Tô Trung Từ đón vua Cao Tông về cung. Do Phạm Du đã chết mà thế lực Trung Từ mạnh nên vua Cao Tông dựa vào phe Trung Từ. Đàm Dĩ Mông trước đã hàng phục Lý Thẩm và Quách Bốc vẫn không bị trị tội, được làm chức Thái úy.
Sử sách chép không rõ về kết cục của Quách Bốc (cũng như Lý Thầm). Đại Việt sử ký toàn thư ghi đại lược: "Trừng trị bọn Quách Bốc làm loạn, xử tội theo mức độ khác nhau". Khâm định Việt sử thông giám cương mục cũng ghi vắn tắt: "Vua xét tội tùy theo nặng nhẹ có sai biệt". Sách Việt sử tiêu án không đề cập tới việc xử tội phe Quách Bốc.

## Hậu quả
Loạn Quách Bốc khiến triều đình nhà Lý càng thêm suy yếu trầm trọng. Cuộc chiến giữa các sứ quân, hào trưởng địa phương ngày càng hỗn loạn và nhà Lý không còn khả năng trấn áp.
Sau khi Tô Trung Từ chết (1211), dòng họ Trần ngoại thích từ Hải Ấp vào Thăng Long, dần dần nắm trọn quyền hành. Thái tử Sảm nối nghiệp trở thành vị vua (Lý Huệ Tông) không có thực quyền và nhà Lý mất ngôi 15 năm sau đó.